# Снежный керчак
Снежный керчак (лат. Myoxocephalus brandtii) — вид морских лучепёрых рыб семейства рогатковых. Распространён в северо-западной части Тихого океана от Хоккайдо (Япония) до северной части Японского и Охотского морей. Обитает на глубинах от 0 до 140 метров, обычно от 25 до 50. Демерсальная рыба умеренных вод. Питается мелкими донными животными. Длина тела до 42 см, максимальный зарегистрированный вес 1,2 кг. В спинном плавнике 8—10 жестких и 15—16 мягких лучей. В анальном плавнике 12—14 мягких лучей. Безвреден для человека, охранный статус вида не определён, объектом промысла не является. На этом виде паразитируют ракообразные Lepeophtheirus elegans.